# Constantin N. Ionescu
Constantin N. Ionescu (n. 21 iulie 1905, București – d. 6 octombrie 1956, București) a fost un chimist și farmacist român, membru corespondent (1948) al Academiei Române.